# Leukaspis
| Syracusaanse drachme                                                                  | Syracusaanse drachme                                                              |
| ------------------------------------------------------------------------------------- | --------------------------------------------------------------------------------- |
|                                                                                       |                                                                                   |
| ΛΕΥ-Κ-Α-Σ-ΠΙΣ, Leukaspis met speer en schild in aanvallende houding; EY in de afsnede | ΣΥ-Ρ-Α-Κ-ΟΣΙΟΝ, hoofd van Arethusa, met daarrond vier dolfijnde; EYMENOY eronder. |
| AR, ca. 405 v.Chr.                                                                    |                                                                                   |

Leukaspis (Oudgrieks: Λεύκασπις / Leýkaspis) was een heros van de Siculi. Volgens de legende zou hij sneuvelen tijdens de verdediging van Sicilië tegen de inval van Herakles. Dit verhaal is ons overgeleverd door Diodoros van Sicilië.
Leukaspis werd in herinnering gebracht in munten uit Syracuse van onder andere Dionysios I. Op deze munten staat een krijgen in aanvallende pose afgebeeld met de legende ΛΕΥΚΑΣΠΙΣ.
De verheerlijking van een anti-Griekse heros wordt op verschillende manieren uitgelegd: volgens Giulio E. Rizzo zou het wijzen op het feit dat er nog steeds een gemengde samenleving van Grieken en niet-Grieken bestond, terwijl E.J.P. Raven, samen met andere, een verband ziet met de noodzaak van Syracuse steun te zoeken bij de Siculiotische bevolking met het oog op de voor de deur staande Siciliaanse Expeditie van Athene.